# Johann I. (Ziegenhain)
Johann I. von Ziegenhain († 15. Dezember 1359) war von 1304 bis 1359 Graf von Ziegenhain, von 1333 bis 1359 auch Graf von Nidda, und von 1304 bis 1344 Hochvogt des Klosters Fulda. Während seiner Regentschaft erreichte die Grafschaft Ziegenhain ihre größte Blüte.

## Abstammung
Johann war der älteste Sohn des Grafen Gottfried VI. von Ziegenhain († 30. November 1304) und dessen Frau Mechthild († 1332) von Hessen, einer Urenkelin der heiligen Elisabeth und Tochter des hessischen Landgrafen Heinrich I. Johann ist erstmals im Jahre 1304, dem Todesjahr seines Vaters, urkundlich erwähnt. Er war zu diesem Zeitpunkt noch minderjährig, und bis 1309, als sie eine zweite Ehe mit Philipp III. von Falkenstein-Münzenberg einging, erscheint seine Mutter Mechthild in Urkunden als Regentin vor oder neben ihm. Johanns jüngerer Bruder Otto wurde mit einer jährlichen Rente und geistlichen Pfründen versorgt.

## Herrschaft
Johann trachtete nach Abrundung und Zusammenfassung seines Stammbesitzes und Verbindung voneinander getrennter Gebietsteile, durch Verkauf oder Tausch von entferntem Streubesitz und Erwerb von verbindenden Zwischenstücken. Er suchte die militärischen und wirtschaftlichen Kräfte seiner Herrschaft zu sammeln und sein Herrschaftsgebiet durch Bau und Erweiterung von Burgen zu sichern, so z. B. die Landsburg bei Allendorf an der Landsburg, die Burg Schönstein bei Gilserberg und die Burg in Schwarzenborn. Seine Versuche, eine Landverbindung zwischen den Grafschaften Nidda und Ziegenhain, wohl auf Kosten Fuldas im Raum Alsfeld, zu schaffen, blieben jedoch vergeblich.

### Vereinigung der Grafschaften Ziegenhain und Nidda
Johann heiratete im Jahre 1311 Lukardis (Luitgard), die Erbtochter des Grafen Engelbert I. von Nidda aus der Niddaer Linie der Grafen von Ziegenhain. Lukardis und Johann bestätigten, anlässlich ihrer Hochzeit, der Stadt Nidda am 4. Februar 1311 ihre hergebrachten Rechte und Freiheiten, die weiter reichten als die der Städte Treysa und Ziegenhain; mit diesem Gunstbeweis sollte wohl der vorauszusehende Übergang der Grafschaft an Johann vorbereitet und abgesichert werden. Engelbert starb 1330, und Lukardis regierte die Grafschaft Nidda nominell bis 1333. Dann vereinigte Johann die beiden Grafschaften Ziegenhain und Nidda, die 1258 durch Erbteilung getrennt worden waren, wieder in einer Hand.

### Zwischen Hessen und Mainz
Auf Grund der geostrategischen Lage seiner Grafschaft – zwischen den beiden Landesteilen Niederhessen und Oberhessen der Landgrafschaft Hessen und wichtigen Stützpunkten des Erzbistums Mainz, sowie ohne Landverbindung zwischen den beiden Grafschaften Ziegenhain und Nidda – sah sich Johann gezwungen, die taktierende Schaukelpolitik seiner Vorgänger in den Machtkämpfen zwischen Mainz und Hessen fortzusetzen. So wurde er durch Vertrag mit Erzbischof Peter von Mainz am 18. September 1312, gegen Zahlung von 300 Mark kölnischer Pfennige, Mainzer Erbburgmann zu Amöneburg. Gleichzeitig trug er dem Erzbistum sein Dorf Frankenhain zu Lehen auf und erhielt es als Mainzer Burglehen für 20 Mark kölnischer Pfenninge Rente zurück, wofür er in Amöneburg auf eigene, anderswo auf Mainzer Kosten als Burgmann dienen sollte. Johann öffnete dem Erzbischof alle seine Burgen, und beide Parteien versprachen, einander gegen alle Feinde außer dem Reich und dem Landgrafen Otto von Hessen zu unterstützen. Am 1. August 1316 und noch einmal am 4. August 1317 verpflichteten sich beide Seiten sogar ausdrücklich auch zur gegenseitigen Unterstützung gegen Landgraf Otto, Johanns Onkel mütterlicherseits.
Schon wenige Monate später, am 9. November 1317, war Johann trotz noch laufender Fehde gezwungen, einen Vertrag mit Landgraf Otto zu schließen, in dem er eine Hälfte der kleinen Burg Borken an Otto übergab und die andere Hälfte von Hessen zu Lehen nahm. Der Landgraf erhielt das Recht, die zweite Hälfte für 800 Mark kölnischer Pfennige zu kaufen. Die kleine Stadt Borken sollte von beiden Parteien ausgebaut und mit mehr Einwohnern bevölkert werden. Die Burg sollte von Burgmannen in Ganerbenschaft besetzt werden, die sowohl Johann als auch dem Landgrafen genehm sein sollten.
Bereits im nächsten Jahr war Johann in eine kriegerische Handlung auf Seiten des Landgrafen verwickelt. Am 24. Juli 1318 zerstörten Truppen des Landgrafen, Johanns, des Hersfelder Abts Andreas von Reiningen, und des Landfriedensrichters und Reichslandvogts in der Wetterau, Eberhard von Breuberg, gemeinsam das Raubritternest auf der Burg Neu-Wallenstein. Erst 1357, als Simon von Wallenstein sich mit seinem neuen Lehnsherrn Otto von Hessen gegen die Abtei Fulda verbündete, erhielt er die Erlaubnis, die Burg wieder aufzubauen.
Am 22. Juli 1322 schlossen Landgraf Otto und sein Sohn Heinrich II., Graf Johann und Graf Heinrich II. von Waldeck, wie Johann ein Neffe des Landgrafen, ein gegenseitiges Schutzbündnis.
Am 1. April 1323 belehnte der spätere Kaiser Ludwig IV. Johann mit Burg und Stadt Nidda als Reichslehen; das Gericht blieb jedoch weiterhin fuldisches Lehen.

### Vogt von Fulda
Johann hatte das wichtige Amt des Hochvogts der Reichsabtei Fulda geerbt, das allerdings schon seit 1279 nicht mehr die Vogtei über das Kloster selbst beinhaltete. Zwar brachten ihm die Vogteirechte vielerlei Vorteile, die er zum Ausbau seiner eigenen Herrschaft und Mehrung seines Einkommens zu nutzen suchte, aber auch ebenso viel Streit mit den schon 1220 zu Fürstäbten erhobenen Klostervorstehern, denn Abt und Vogt rangen immer wieder um ihre Vorrechte. Zweimal ging Johann dabei militärisch gegen Fürstabt Heinrich VI. von Hohenberg vor. Als der Abt 1319/20 eine zweite Abtsburg innerhalb der Stadt errichtete und die Bürger dagegen aufbegehrten, verbündete er sich mit ihnen, da er eine Gelegenheit sah, seine Vogteirechte auszuweiten. Mit seiner Unterstützung erstürmten die Bürger beide Burgen des Abtes und zerstörten die neue Burg. Auf die Klage des geflüchteten Abtes belegte Kaiser Ludwig IV. die Stadt und den Grafen mit der Reichsacht.
1326 nutzte Fürstabt Heinrich von Hohenberg seine gestärkte Macht als Stadtherr dazu, die jährliche Steuer der Stadt für sieben Jahre von 100 auf 800 Pfund Heller zu erhöhen. Als er 1330 die Abgaben ein weiteres Mal erhöhen wollte, formierte sich erneuter Widerstand. Als er daraufhin einige reiche Bürger einkerkern ließ und eine Kaution von 9.500 Pfund Heller für ihre Freilassung forderte, erhob sich die Stadt gegen ihn. Am 7. April 1331 schlossen die Fuldaer Schöffen und Bürger einen gegen den Abt gerichteten Vertrag mit Johann und öffneten ihm die Stadttore. Die Abtsburgen, das Kloster und die Propstei wurden erstürmt und geplündert. Den Ministerialen des Abts gelang es jedoch, den Aufstand niederzuschlagen; die Anführer wurden hingerichtet. Johann selbst entkam mit Mühe der Gefangenschaft. Wieder wurde über Johann und die Stadt die Reichsacht verhängt. Erzbischof Balduin von Trier vermittelte einen Frieden, der am 9. September 1331 in Kraft trat. Die Bürger mussten den Turm und die Ringmauern der neuen Burg wiederherstellen und bedeutende Entschädigungen zahlen. Die Stadt erhielt einen Rat und Bürgermeister unter Aufsicht eines fürstlichen Schultheißen. Johann musste alle Beute zurückgeben, die Gefangenen austauschen und 1.000 Pfund Heller Sühne zahlen. Erst nach vollständiger Zahlung sollte er wieder zur Ausübung seiner Vogteirechte befugt sein. Da Kaiser Ludwig IV. die Strafe auf 4.000 Pfund Heller erhöhte, verweigerte Johann erst einmal die Zahlung. Abt Heinrich schrieb dem Kaiser, die Strafe sei zu hoch, und auch Landgraf Heinrich II. von Hessen, der zum Schirmherrn der Abtei bestimmt worden war, nahm für Johann Partei. Erst 1334 akzeptierte Johann eine auf 2.100 Pfund Heller herabgesetzte Sühnezahlung, die er in Raten abtrug. Am 22. Februar 1339 quittierte Abt Heinrich die letzte Zahlung.
Bereits wenige Jahre später, am 5. Mai 1344, kaufte die Abtei, obwohl tief verschuldet, Johann alle verbliebenen Rechte der fuldischen Schirmvogtei für 7.100 Pfund Heller ab. Der Erhalt der vollen Kaufsumme wurde 1346 bestätigt. Lediglich das erbliche fuldische Marschallamt blieb Johann ausdrücklich erhalten; es beinhaltete die Disziplinargerichtsbarkeit über die gesamte fuldische Ritterschaft, den Vorsitz auf Landtagen, und das Aufgebot des Lehnsadels und der Ministerialität.

### Landverpfändung und Burgenbau
Anfang 1344 versuchte Johann, allerdings vergeblich, Nidda gegen das ehemals ziegenhainische, aber 1294 durch Verkauf mainzisch gewordene Neustadt einzutauschen, um damit sein Territorium abzurunden und die Verbindung zwischen den Gebieten an der Schwalm und an der Wohra wiederherzustellen. Dazu kam es jedoch nicht, da im gleichen Jahr eine neue Fehde zwischen Landgraf Heinrich II. und Erzbischof Heinrich III. von Virneburg ausbrach und Johann und sein Sohn Gottfried VII. dabei mit dem Landgrafen verbündet waren. Stattdessen verkaufte der in Finanznöten befindliche Johann, in Einvernehmen mit seinem Sohn Gottfried, am 6. Februar 1344 ein Viertel von Burg und Stadt Nidda nebst allem Zubehör, Dörfern, Leuten, Gerichten usw. an das Erzbistum Mainz. (Gottfried hatte schon zu seines Vaters Lebzeiten Nidda, sowie Gemünden und die Burg Staufenberg erhalten.) Ebenfalls aus Geldnot verpfändete Johann 1353 die Burg Staufenberg an zwei seiner Burgmannen für 2600 Gulden; die Verpfändung wurde 1359 erneuert und auf 3500 Gulden erhöht.
Die erste unter Johanns Regentschaft erbaute Burg war die in Schwarzenborn. Sie wurde, wohl aus Sorge um das Übergreifen der bewaffneten Erbstreitigkeiten zwischen den Söhnen des Landgrafen Heinrich I. auf ziegenhainisches und mainzisches Gebiet, bald nach 1305 als Schutzburg direkt neben der neuen Kirche und Pfarrei errichtet. Die Burg Schönstein, wohl schon im 12. Jahrhundert von Johanns Vorfahren zur Sicherung des Gilsatals an der wichtigen Handelsstraße „Durch die langen Hessen“ erbaut, wurde zwischen 1331 und 1358 von Johann erweitert.
1343–1344 ließ Johann auf dem Gerstenberg bei Allendorf, wenige Kilometer nördlich von Treysa, die Landsburg bauen. Landgraf Heinrich II., der in eine neue Fehde mit Erzbischof Heinrich von Virneburg verwickelt war, veranlasste Johann und dessen Sohn Gottfried, auf dem Gerstenberg eine Burg als Gegenfeste zur mainzischen Burg Jesberg zu bauen, und versprach ihnen dazu seine Hilfe. Der Bau wurde in überraschend kurzer Zeit, vom Herbst 1343 bis zum Frühjahr 1344, fertiggestellt.

### Ehen und Nachkommen
Johann war zweimal verheiratet.
Aus seiner 1311 geschlossenen Ehe mit Lukardis (Luitgard) stammten zwei Töchter und drei Söhne:
- Sophie, ⚭ 1341 Herzog Albrecht IV. von Sachsen-Lauenburg
- Adelheid († 1388), ⚭ 1333 Heinrich von Truhendingen, 1360 Nonne in Kaufungen, 1378–1384 dort Äbtissin
- Gottfried VII. (1312–1372), ⚭ Agnes von Falkenstein
- Konrad, 1345 als Kanoniker am Kollegiatstift Neumünster in Würzburg bekundet
- Engelbert II. († 1341), ⚭ Isengarde von Eppstein

Eine erneute Teilung der beiden Grafschaften war wohl vorgesehen, bei der Engelbert II. Nidda erhalten hätte, aber sein früher Tod verhinderte dies. Somit folgte Gottfried VII. seinem Vater in Ziegenhain und in Nidda.
1340 heiratete Johann die Gräfin Adelheid von Arnsberg. Diese Ehe blieb kinderlos.